# 24261 Judilegault
24261 Judilegault là một tiểu hành tinh vành đai chính với chu kỳ quỹ đạo là 1351.6136578 ngày (3.70 năm).
Nó được phát hiện ngày 12 tháng 12 năm 1999.